# Abdulmajidia maxwelliana
Abdulmajidia maxwelliana е вид дървесно растение от семейство Lecythidaceae. Видът е уязвим и сериозно застрашен от изчезване.

## Разпространение и местообитание
Среща се по стръмните хребети и склонове в планинските гори на Перак, Малайзия, на височина около 600 m.